# Uber Platz
Der Uber Platz, bis März 2025 offiziell Mercedes-Platz, ist ein Platz im Berliner Ortsteil Friedrichshain zwischen der Mühlenstraße und den Bahnanlagen zum Ostbahnhof in der Nähe der Warschauer Straße. Wichtigstes Bauwerk ist die im hinteren Teil gelegene Uber Arena. Seit 22. März 2024 wird der Platz als Uber Platz vermarktet, nachdem sich der Fahrdienstvermittler Uber die Namensrechte an der Arena gesichert hat. Die offizielle Umbenennung fand nach Beschluss des Bezirksamtes Friedrichshain-Kreuzberg am 10. März 2025 statt.

## Lage und Einrichtungen
Der Uber Platz liegt im Zentrum des Entertainmentviertels an der East Side Gallery. Die Südseite ist nur wenige Meter vom berühmten Graffiti-Motiv Sozialistischer Bruderkuss entfernt, direkt gegenüber der Spree gelegen. Östlich gelegen ist das Einkaufszentrum East Side Mall und der Bahnhof Warschauer Straße. Ein in wechselnden Farben beleuchtetes Fontänenfeld bildet das Zentrum des Platzes und führt zum Eingang der Uber Arena. Neben etwa 20 Gastronomiebetrieben bietet das Viertel die Konzerthalle Uber Eats Music Hall, ein Bowlingcenter und ein Multiplex-Premierenkino sowie drei Hotels. Eine öffentliche Tiefgarage bietet ca. 400 Stellplätze.

## Geschichte
Die Bauzeit des Mercedes-Platzes betrug knapp zweieinhalb Jahre. Am 6. Juni 2016 begannen die Bauarbeiten mit dem ersten Spatenstich. Am 24. Oktober 2017 wurde das Richtfest gefeiert.
Bereits am Vorabend der offiziellen Eröffnung, am Freitag, den 12. Oktober 2018 fand mit dem Konzert von Jack White die erste Veranstaltung in der ehemaligen Verti Music Hall statt. Am 13. Oktober 2018 wurde der ehemalige Mercedes-Platz mit einem großen Event inklusive Feuerwerk feierlich eröffnet. Im Rahmen eines Festakts übergaben Ramona Pop (Bürgermeisterin von Berlin und Senatorin für Wirtschaft, Energie und Betriebe) sowie Britta Seeger (Mitglied des Vorstandes der Daimler AG, verantwortlich für Mercedes-Benz Cars Vertrieb) und Dan Beckerman (President & CEO Anschutz Entertainment Group) den Mercedes-Platz den Berliner Bürgern.
Am 18. Januar 2024 beantragte die Anschütz Entertainment Group Development GmbH die Umbenennung des Platzes in ‚Uber Platz‘. Bereits im März 2024 tritt der Platz mit dem Branding Uber Platz auf. Dem Antrag auf Umbenennung wurde am 9. Juli 2024 stattgegeben. Nach der Veröffentlichung der Bekanntmachung im Januar 2025 trat die Umbenennung zum 10. März 2025 in Kraft.

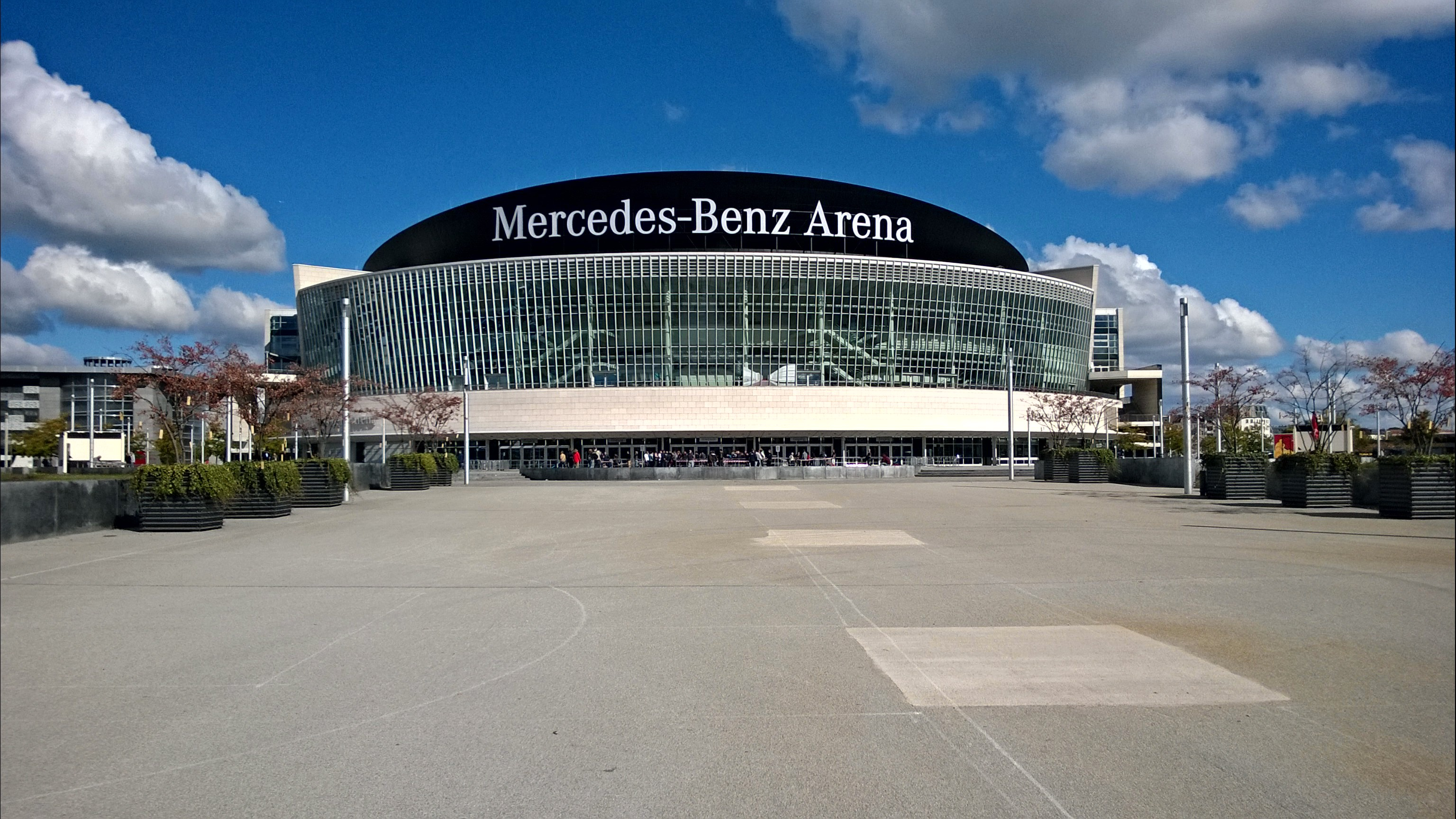
Mercedes-Benz-Arena, 2015
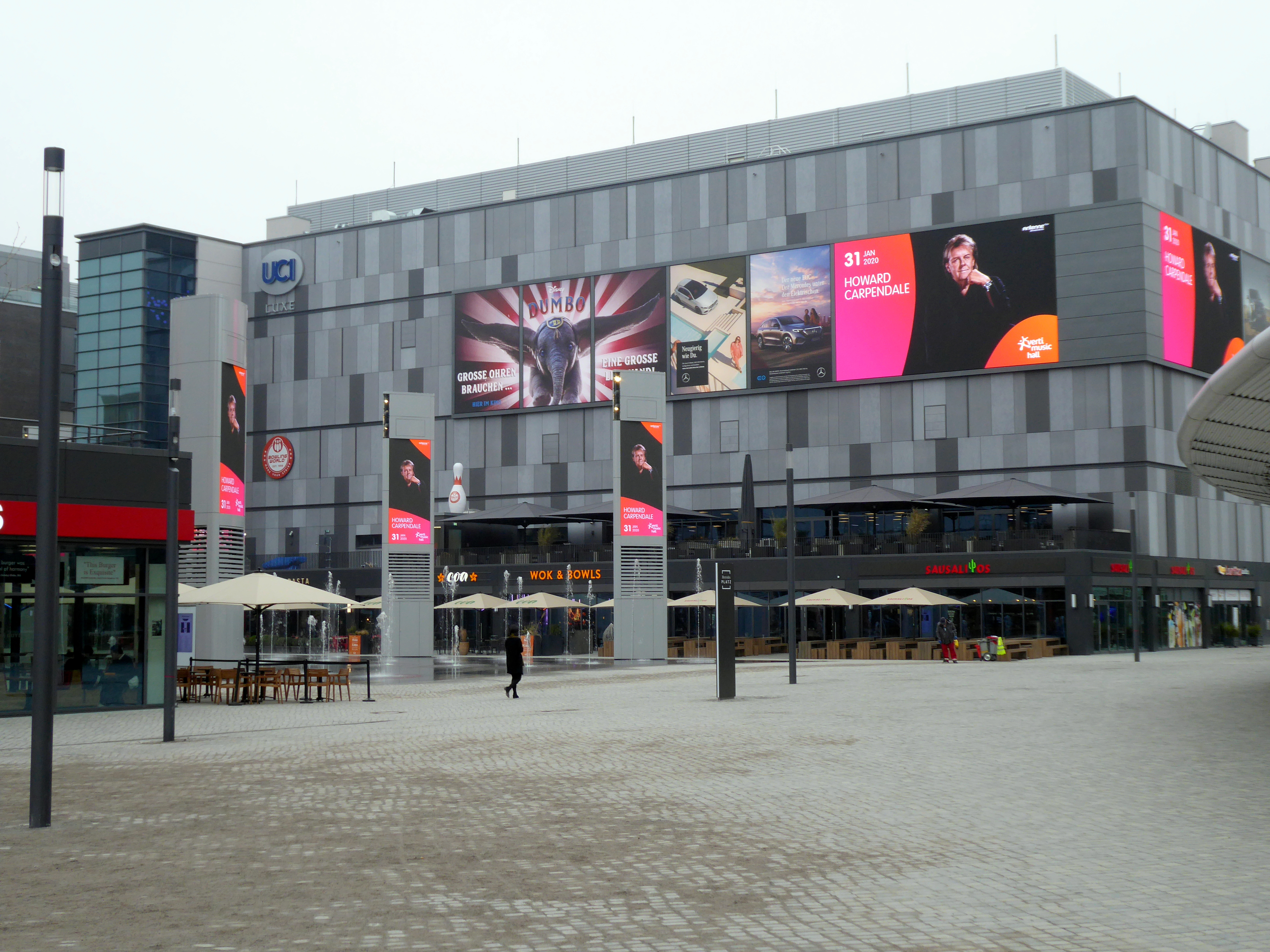
UCI Kinowelt
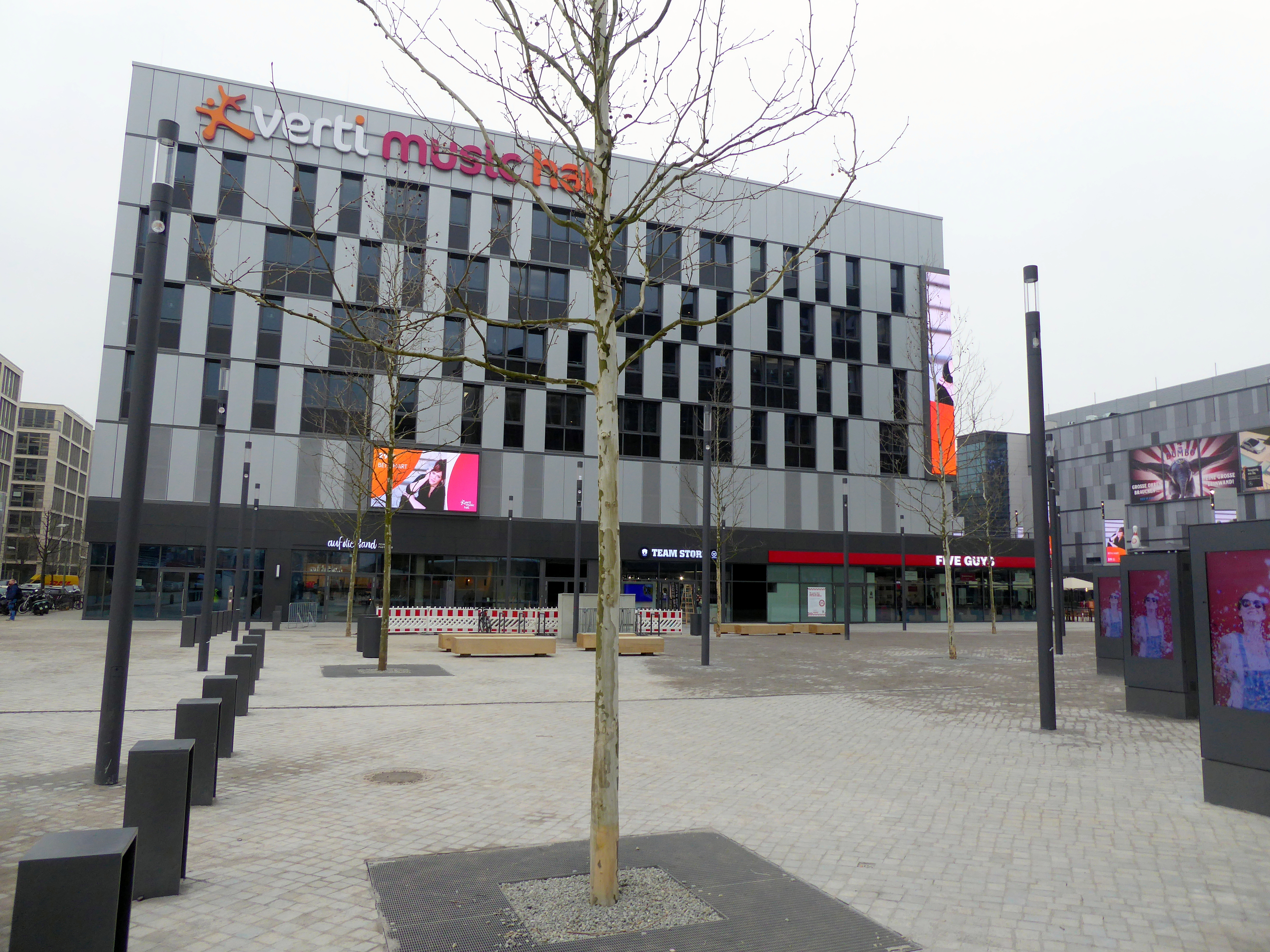
Verti-Music-Hall, 2019
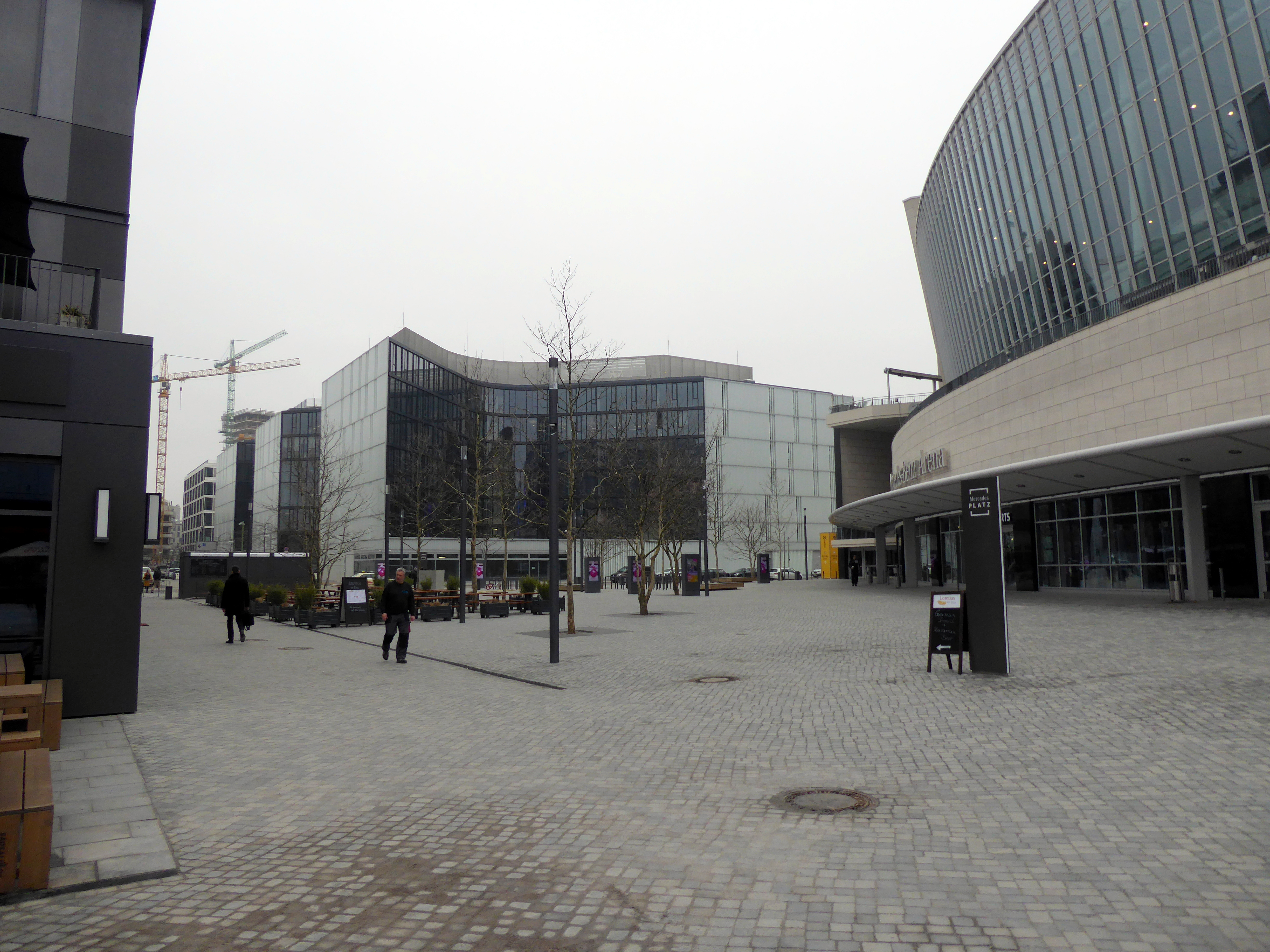
Eingangsbereich Mercedes-Benz-Arena, 2019
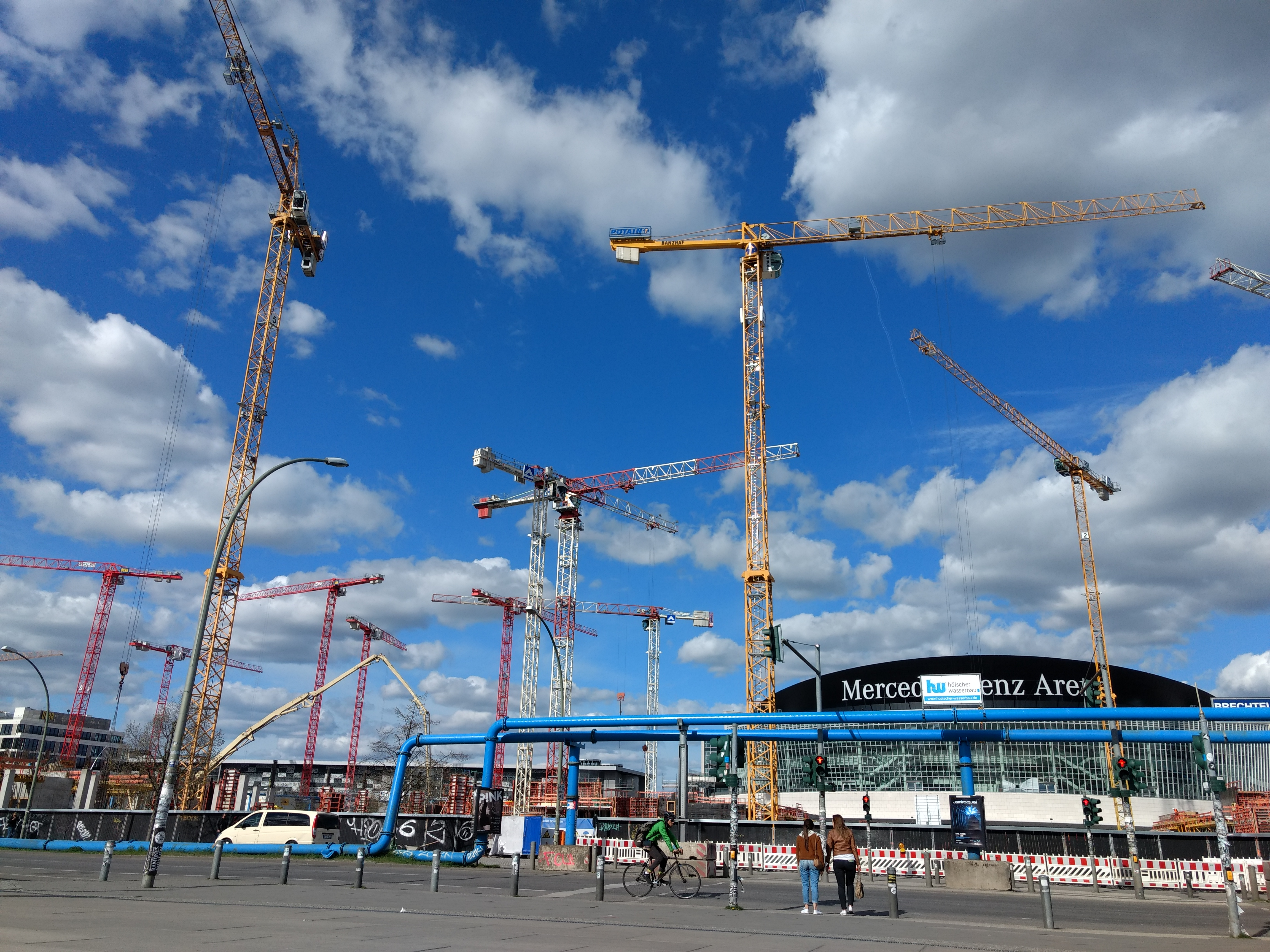
Bau des Platzes
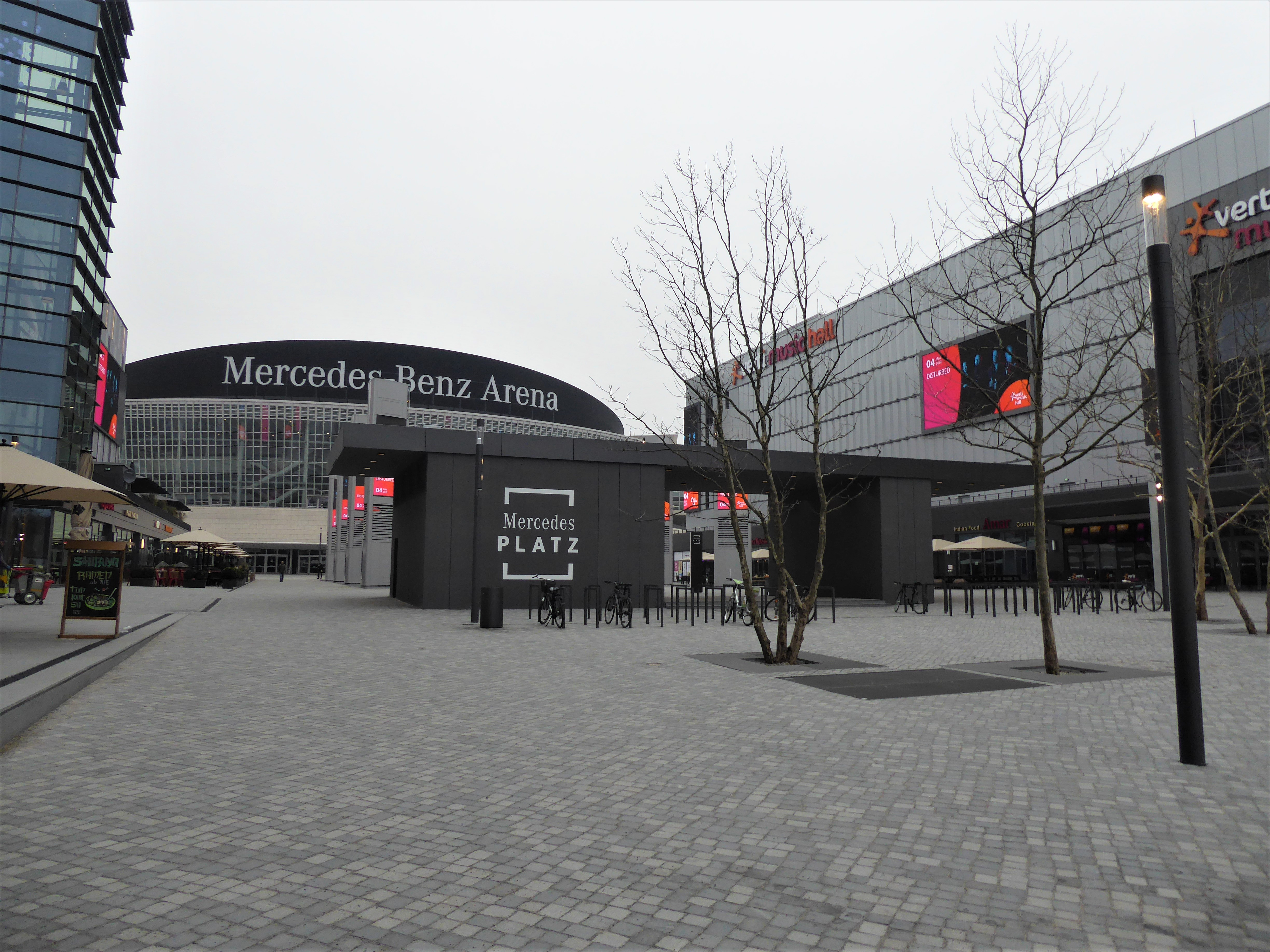
Überblick

## Kritik
Kritiker bezeichnen teilweise den Platz als „gruselig und dystopisch“ und kritisieren die Praxis des Namenssponsorings öffentlicher Plätze und Kultureinrichtungen. Der Platz sei ein Ort an dem sich weder Berliner noch Touristen aufhalten würden – abgesehen von Besuchern von Veranstaltungen in der Arena oder dem Musiktheater. Der Platz sei trist, hässlich, eine „Betonwüste“ und eine Kopie amerikanischer Malls und Veranstaltungs-Boulevards.